# George Bellamy Mackaness
George Bellamy Mackaness (Sydney, 20 de agosto de 1922 – Charleston, Carolina do Sul, 4 de março de 2007) foi um patologista e imunologista australiano.
Recebeu o Prêmio Paul Ehrlich e Ludwig Darmstaedter de 1975. Foi eleito membro da Royal Society em 1976, e foi fellow da Associação Americana para o Avanço da Ciência e da Academia de Artes e Ciências dos Estados Unidos.